# بخش باتاویا (شهرستان کلرمونت، اوهایو)
بخش باتاویا (به انگلیسی: Batavia Township) یک منطقهٔ مسکونی در ایالات متحده آمریکا است که در شهرستان کلرمونت، اوهایو واقع شده‌است.
 بخش باتاویا ۱۰۷٫۷ کیلومتر مربع مساحت و ۲۳٬۲۸۰ نفر جمعیت دارد و ۲۵۱ متر بالاتر از سطح دریا واقع شده‌است.